# Adolphe Vorstius
Adolphe Vorst, latinisé en Adolphus Vorstius, né le 18 novembre 1597 à Delft et mort le 9 octobre 1663 à Leyde, est un médecin et botaniste néerlandais.

## Biographie
Fils d’Aelius-Everhard Vorst, il résolut, ayant achevé avec beaucoup de succès ses humanités et sa philosophie à l’école latine de Leyde, de se consacrer au ministère évangélique, avant de se décider, d’après les conseils de son père, à suivre la carrière médicale.
Entré, en 1612, à l’université de Leyde, il fréquenta, pendant sept ans, les cours de l’académie, apprenant le grec sous Henricus Bredius (eo) et Bonaventure de Smet, étudiant Homère et Lucien, assistant également aux conférences de Peter van der Kun, Daniel Heinsius, et employant l’orientaliste Thomas van Erpe pour l’arabe. Ces études linguistiques avaient pour but d’élargir ses possibilités d’étude de la botanique.
Après avoir défendu une Disputatatio de motu sous Gilbert Jacheus (1578-1628), il passa sept ans à voyager, visitant les universités belges, britanniques, françaises et italiennes, pour perfectionner ses connaissances par la fréquentation des savants. Après de nouvelles études sous le médecin et botaniste Paul Reneaulme à Blois, Spiegel lui remit son doctorat à l’université de Padoue le 20 août 1622.
Il habita quelque temps Venise, et revint en Hollande, dans la compagnie d’Antonio Mocenigo, ambassadeur de la république près des États-généraux. À son arrivée, Mocenigo, dont il avait captivé la bienveillance durant le voyage, le recommanda d’une manière si pressante que le prince Maurice de Nassau le nomma son médecin.
Le 10 février 1624, il obtint la chaire professeur agrégé des institutions médicales à l’académie de Leyde mais, son père étant mort, il lui succéda, le 13 mai 1625, dans celle de botanique. Il hérita également de son père la direction du Jardin botanique de Leyde, créé en 1593 par Charles de L'Écluse, dont il établit le catalogue documentant la croissance continue.
Il participa en outre également à l’administration de l’université dont il occupa à trois reprises le poste de recteur. À sa mort, due à la pierre, Vander Linden prononça son Éloge funèbre. De Catherine van der Meulen (-1652), fille de Daniel van der Meulen et Esther de la Faille, qu’il avait épousée, en octobre 1626, il avait eu des enfants, dont un fils connu, Eberhard.

## Publications
- Recognitio versionis Ioannis Obsapaei aphorismorum Hippocratis, Leyde, 1628.
- Oratio funerbis in obitum Gilberti Iacchaei cum variorum epicediis, Leyde, 1628.
- Oratio funerbis recitata in exequiis Petri Cunai, Leyde, 1638.
- Catalogus plantarum horti Academici Lugdono-Bataui, quibus in instructus erat anno 1642. Accessit index plantatum indigenarum, quae prope Lugdunum in Batauis nascuntur, Leyde, 1643.
- Oratio funerbis in excessum Claudii Salmasii habita, Leyde, 1652.
- Harangue funèbre sur la mort de l’imcomparable Claude de Soumaize Prince des hommes sçavants de ce temps, Leyde, Jacques Chouët, 1663 (lire en ligne).

On trouve quatre Lettres d’Adolphe Vorst à Nicolas Heinsius, dans la Sylloge de Burmann, II, 787-92. Son nom est également associé à diverses disputations soulevées dans ses cours.

## Sources
- A. J. L. Jourdan, Dictionaire des sciences médicales : Biographie médicale, t. 7, Paris, Charles-Louis-Fleury Panckoucke, 1825, 535 p. (lire en ligne), p. 454.
- « Adolphe Vorstius », dans Louis-Gabriel Michaud, Biographie universelle ancienne et moderne : histoire par ordre alphabétique de la vie publique et privée de tous les hommes avec la collaboration de plus de 300 savants et littérateurs français ou étrangers, 2e édition, 1843-1865 [détail de l’édition]